# Kingia australis
Kingia é um género que consiste em uma única espécie, Kingia australis, e pertence à família Dasypogonaceae da planta. Possui um pseudo-tronco espesso, constituído por bases foliares acumuladas, com um aglomerado de folhas longas e esguias por cima. O tronco geralmente não é ramificado, mas pode se ramificar se a ponta crescente estiver danificada. A Kingia cresce extremamente lentamente, o tronco é que aumenta na altura por aproximadamente um centímetro e meio por ano. Pode viver por séculos, no entanto, assim, pode atingir uma altura substancial; Kingias de 400 anos de idade, com uma altura de seis metros não são incomuns.

## Galeria
- Clique para ampliar.

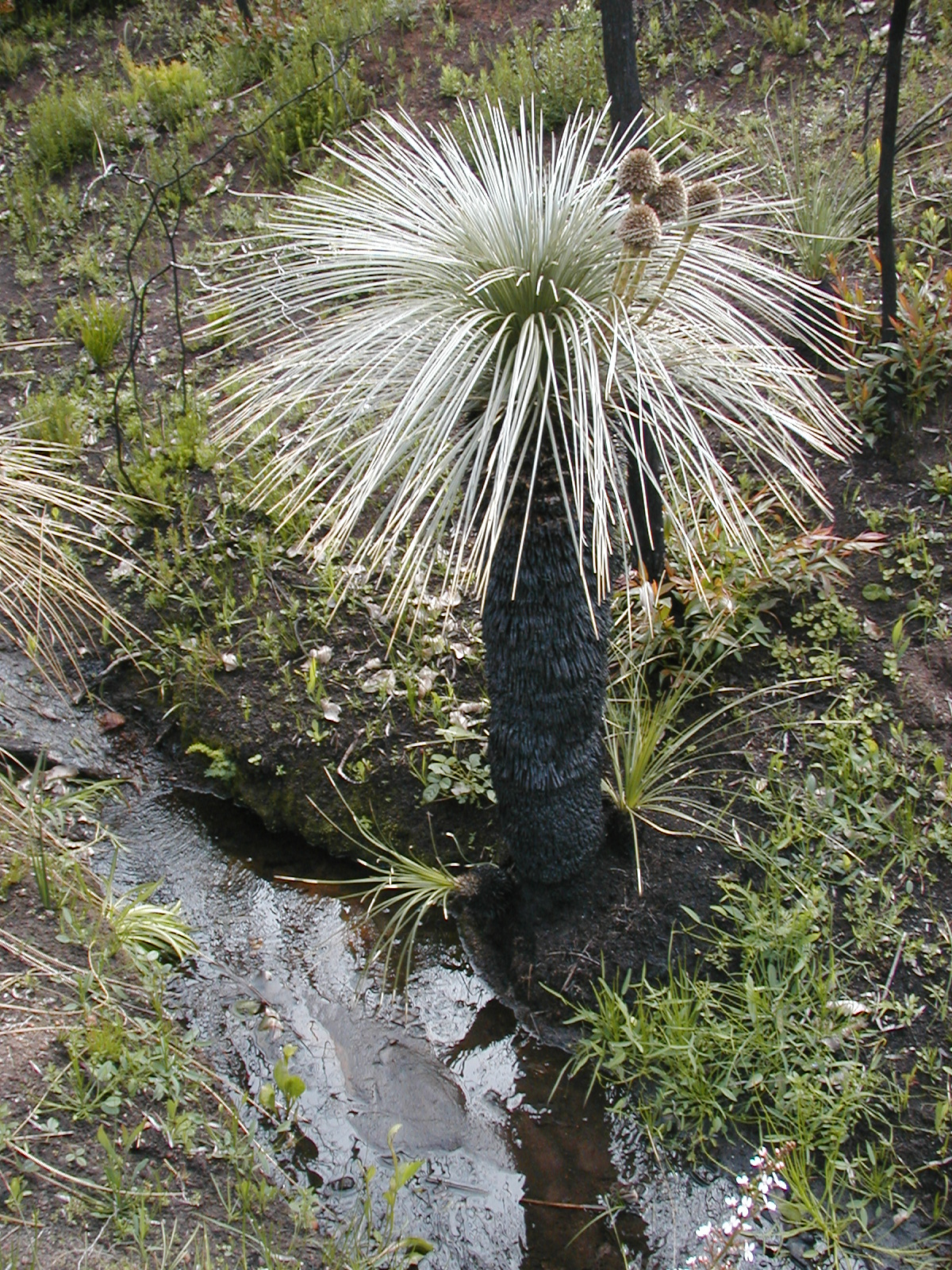
Kingia australis na região de Margaret River
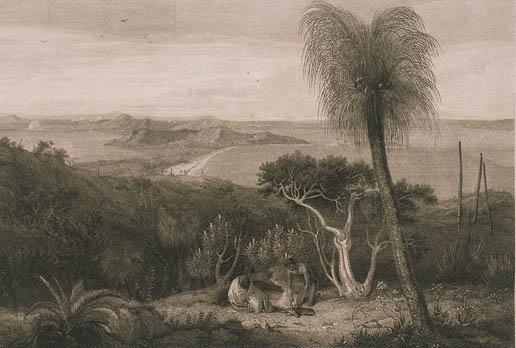
Vista do lado sul do som do rei George, uma gravura por John Byrne (1786-1847), onde a direita, pode-se observar uma Kingia australis
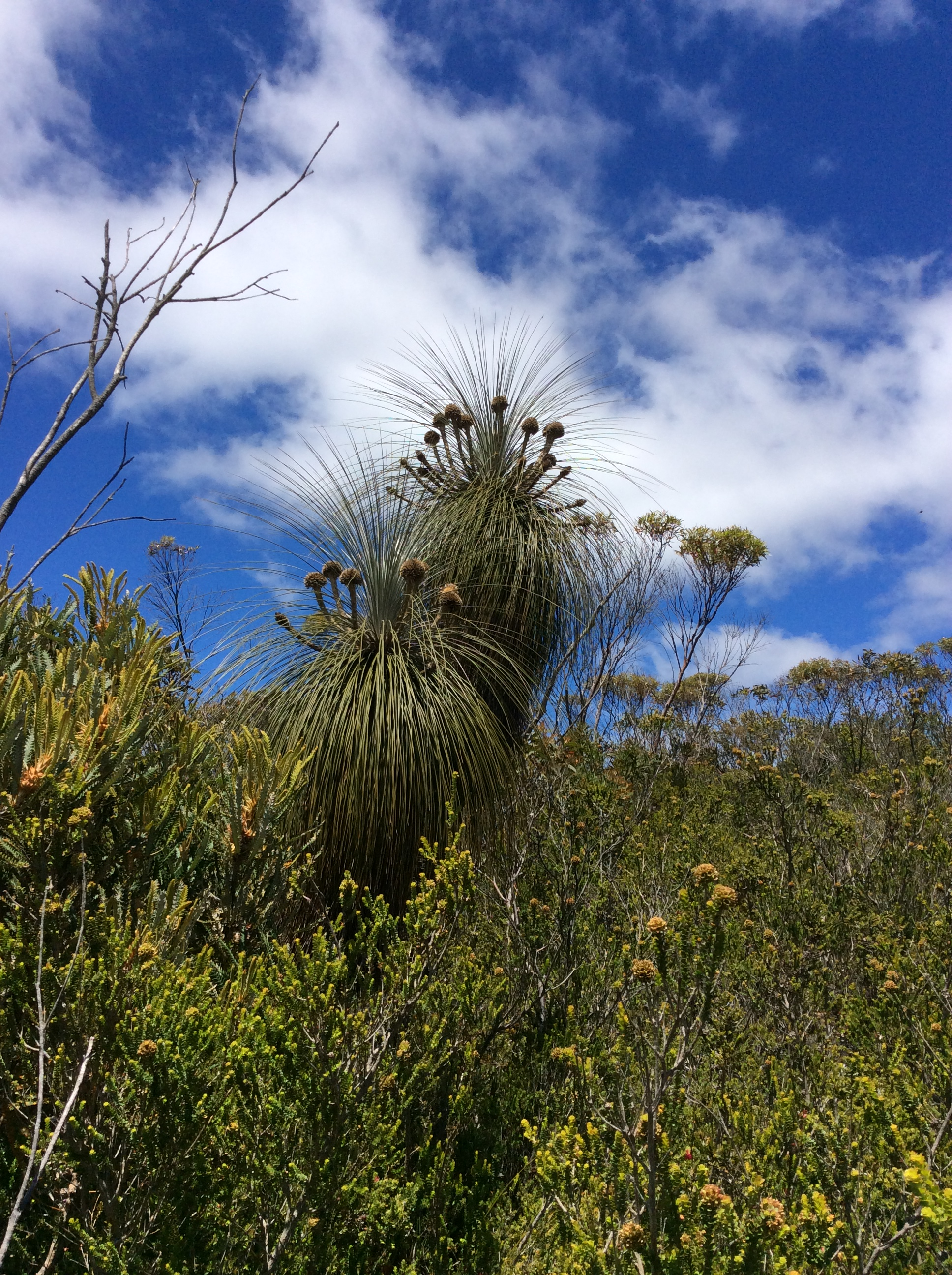
Uma Kingia australis no monte Trio Stirling Range